# Kendal (Saskatchewan)
Kendal es un pueblo canadiense situado en la provincia de Saskatchewan.

## Superficie
Kendal tiene una superficie de 0,62 km².

## Demografía
En 2021, tenía 59 habitantes, una densidad poblacional de 95,1 hab./km², y 35 viviendas.